# グレッグ・フォスター
グレッグ・フォスター (Gregory ("Greg") Foster、1958年8月4日 - 2023年2月19日)は、アメリカ合衆国の陸上競技選手。1984年ロサンゼルスオリンピック110mハードルの銀メダリストである。
1983年から3大会連続で世界陸上の110mハードルで金メダルを獲得した。1983年から3連覇を達成したのは、フォスターとカール・ルイス（100m）、セルゲイ・ブブカ（棒高跳）の3人だけである。当時の世界陸上は4年に一度の開催であり、勝負に強い選手であった。
その一方で五輪には縁が薄く、ロサンゼルス五輪こそ銀メダルを獲得したが、ソウル五輪、バルセロナ五輪とも国内選考会で敗れ出場することが出来なかった。

## 主な実績
| 年   | 大会                       | 場所                           | 種目  | 結果 | 記録   |
| ---- | -------------------------- | ------------------------------ | ----- | ---- | ------ |
| 1981 | IAAF陸上ワールドカップ     | ローマ（イタリア）             | 110mH | 1位  | 13秒32 |
| 1983 | 世界陸上競技選手権大会     | ヘルシンキ（フィンランド）     | 110mH | 金   | 13秒42 |
| 1984 | オリンピック               | ロサンゼルス（アメリカ合衆国） | 110mH | 銀   | 13秒23 |
| 1987 | 世界陸上競技選手権大会     | ローマ（イタリア）             | 110mH | 金   | 13秒21 |
| 1991 | 世界室内陸上競技選手権大会 | セビリア（スペイン）           | 60mH  | 金   | 7秒45  |
| 1991 | 世界陸上競技選手権大会     | 東京（日本）                   | 110mH | 金   | 13秒06 |

## 自己ベスト
- 60mH　　7秒36　（1987年1月16日）
- 110mH　13秒03 (1981年8月19日)
- 200m　　　20秒20　（1979年4月28日）